# Епархия Айзенштадта

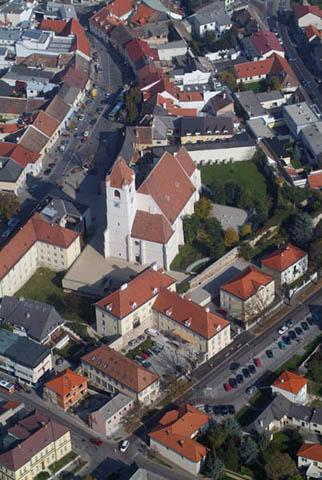
Собор святого Мартина

Епархия Айзенштадта (лат. Dioecesis Sideropolitana) — епархия Римско-Католической церкви на территории федеральной земли Бургенланд с центром в городе Айзенштадт, Австрия. Епархия Айзенштадта входит в митрополию Вены.

## История
18 мая 1922 года Святой Престол учредил апостольскую администратуру Бургенланда, выделив её из венгерских епархий — епархии Дьёра и епархии Сомбатхея. В конце 1949 года апостольская администратура Бургенланда вошла в митрополию Вены.
15 августа 1960 года апостольская администратура Бургенланда была преобразована в епархию Айзенштадта.

## Современное положение
На 31 декабря 2013 года в епархии Айзенштадта числилось 201.260 католиков или 70,3 процента от населения Бургенланда. Епархия Айзенштадта насчитывает 172 прихода, 80 приходских объединений и 165 филиалов церквей. Существует близкие партнерские связи с епархиями в Нигерии и Индии.

## Список ординариев
- епископ Фридрих Густав Пиффль (1922—1932);
- епископ Теодор Иннитцер (1932—1949);
- епископ Йозеф Шойсволь (11.11.1949 — 18.01.1954);
- епископ Штефан Ласло (30.01.1954 — 28.12.1992);
- епископ Пауль Иби (28.12.1992 — 9.07.2010);
- епископ Эгидиус Жифкович  (нем.) (9.07.2010 — по настоящее время).

## Комментарии
1. ↑  Территория Бургенланда на 31 декабря 2014 года — без учёта кадастровой общины Бруккнойдорф (17.124.766 м²), не входящей в диоцез Айзенштадт (Quelle: gis.bgld.gv.at), — 394.467,77 га
2. ↑  Оценка численности населения Бургенланда на 31 декабря 2014 года — без учёта кадастровой общины Бруккнойдорф (2674), не входящей в диоцез Айзенштадт (Quelle: Statistik Austria), — 285.682 человека.

## Внешние ссылки
- Официальный сайт епархии Айзенштадта  (нем.)
- Информация о епархии Айзенштадта  (англ.)
- Диоцез Айзенштадт  (нем.)
- Диоцез Айзенштадт (обзорная информация)  (нем.)
- Деканаты диоцеза Айзенштадт Dekanate  (нем.)
- Приходы диоцеза Айзенштадт Pfarren  (нем.)